# Cathleen
Cathleen (auch Kathleen) ist ein weiblicher Vorname. Er ist die anglisierte Form des irisch-gälischen Namens Caitlín, der sich von Katharina (die Reine) ableitet.

## Namensträgerinnen
Cathleen
- Cathleen Black (* 1944), US-amerikanische Unternehmerin, Herausgeberin und Wirtschaftsmanagerin
- Cathleen Galgiani (* 1964), US-amerikanische Politikerin
- Cathleen Grunert (* 1972), deutsche Pädagogin
- Cathleen Martini (* 1982), deutsche Bobpilotin
- Cathleen Naundorf (* 1968), deutsche Artdirektorin und Fotografin
- Cathleen Nesbitt (1888–1982), britische Schauspielerin
- Cathleen Rund (* 1977), deutsche Schwimmerin
- Cathleen Schine (* 1953), US-amerikanische Schriftstellerin
- Cathleen Synge Morawetz (1923–2017), kanadisch-US-amerikanische Mathematikerin
- Cathleen Tschirch (* 1979), deutsche Sprinterin
- Cathleen With (* 1967), kanadische Schriftstellerin

Kathleen
- Kathleen Aerts (* 1978), belgische Singer-Songwriterin
- Kathleen Battle (* 1948), US-amerikanische Opernsängerin (Sopran)
- Kathleen Beller (* 1956), US-amerikanische Schauspielerin
- Kathleen Booth (1922–2022), britische Mathematikerin und Informatikerin
- Kathleen Brennan (* 1955), US-amerikanische Künstlerin, mit Tom Waits verheiratet
- Kathleen Byron (1921–2009), britische Filmschauspielerin
- Kathleen Cassello (1958–2017), US-amerikanische Opernsängerin (Dramatischer Koloratursopran)
- Kathleen Ferrier (1912–1953), englische Sängerin (Altistin)
- Kathleen Freeman (1923–2001), US-amerikanische Schauspielerin
- Kathleen Glasgow (* 1969), US-amerikanische Schriftstellerin
- Kathleen Hanna (* 1968), US-amerikanische Musikerin, feministische Aktivistin und Autorin
- Kathleen Hughes (Schauspielerin) (* 1928), US-amerikanischen Schauspielerin
- Kathleen Winifred Hughes (1926–1977), englische Historikerin
- Kathleen Kennedy (* 1953), US-amerikanische Filmproduzentin
- Kathleen Kennedy Townsend (* 1951), US-amerikanische Politikerin (Demokratische Partei)
- Kathleen Kinmont (* 1965), US-amerikanische Schauspielerin
- Kathleen Krüger (* 1985), deutsche Fußballspielerin
- Kathleen Lloyd (* 1948), US-amerikanische Schauspielerin
- Kathleen McCartney (* 1959), US-amerikanische Triathletin
- Kathleen McGowan (* 1963), US-amerikanische Schriftstellerin
- Kathleen Morgeneyer (* 1977), deutsche Schauspielerin
- Kathleen Nord (1965–2022), deutsche Schwimmerin
- Kathleen O’Malley (1924–2019), US-amerikanische Schauspielerin
- Kathleen Quinlan (* 1954), US-amerikanische Schauspielerin
- Kathleen Robertson (* 1973), kanadische Schauspielerin
- Kathleen Scott (1878–1947), britische Bildhauerin
- Kathleen Stock (* 1972), britische Philosophin
- Kathleen Tolan (* 1950), US-amerikanische Schauspielerin und Drehbuchautorin
- Kathleen Turner (* 1954), US-amerikanische Schauspielerin
- Kathleen Wilhoite (* 1964), US-amerikanische Schauspielerin und Musikerin